# Selecció femenina de futbol dels Estats Units
La selecció femenina de futbol dels Estats Units representa als Estats Units a les competicions femenines de futbol.
És la selecció més llaureada del món tant al Mundial com als Jocs Olímpics, amb tres i quatre títols respectivament.

## Històric

### Jocs Olímpics
¹ Fase de grups. Selecció eliminada mitjor possicionada en cas de classificació, o selecció classifica pitjor possicionada en cas d'eliminació.
| JOCS OLÍMPICS                        | JOCS OLÍMPICS           | JOCS OLÍMPICS     | JOCS OLÍMPICS    | JOCS OLÍMPICS    | JOCS OLÍMPICS   | JOCS OLÍMPICS | JOCS OLÍMPICS  | JOCS OLÍMPICS | JOCS OLÍMPICS |
| Edició                               | Classificació           | Classificació     | Fase final       | Fase final       | Fase final      | Fase final    | Fase final     |               |               |
| Edició                               | Fase regular            | Play-offs         | Setzens de final | Vuitens de final | Quarts de final | Semifinals    | Final / Bronze |               |               |
| ------------------------------------ | ----------------------- | ----------------- | ---------------- | ---------------- | --------------- | ------------- | -------------- | ------------- | ------------- |
| 1996                                 | Mundial 1995            |                   |                  |                  | Suècia ¹        | Noruega       | Xina           |               |               |
| 2000                                 | Mundial 1999            |                   |                  |                  | Xina ¹          | Brasil        | Noruega        |               |               |
| 2004                                 | Trinitat i Tobago ¹     | Costa Rica        |                  | Grècia ¹         | Japó            | Alemanya      | Brasil         |               |               |
| 2008                                 | Jamaica ¹               | Costa Rica        |                  | Nova Zelanda ¹   | Canadà          | Japó          | Brasil         |               |               |
| 2012                                 | Guatemala ¹             | Costa Rica        |                  | Corea Nord ¹     | Canadà          | Japó          |                |               |               |
| 2016                                 | Mèxic ¹                 | Trinitat i Tobago |                  | Nova Zelanda ¹   | Suècia          |               |                |               |               |
| MUNDIAL                              |                         |                   |                  |                  |                 |               |                |               |               |
| Edició                               | Classificació           | Classificació     | Fase final       | Fase final       | Fase final      | Fase final    | Fase final     |               |               |
| Edició                               | Fase regular            | Play-offs         | Setzens de final | Vuitens de final | Quarts de final | Semifinals    | Final / Bronze |               |               |
| 1991                                 | Campionat CONCACAF 1991 |                   |                  | Brasil ¹         | Xina Taipei     | Alemanya      | Noruega        |               |               |
| 1995                                 | Campionat CONCACAF 1994 |                   |                  | Austràlia ¹      | Japó            | Noruega       | Xina           |               |               |
| 1999                                 | Campionat CONCACAF 1998 |                   |                  | Corea del Nord ¹ | Alemanya        | Brasil        | Xina           |               |               |
| 2003                                 | Copa d'Or 2002          |                   |                  | Corea Nord ¹     | Noruega         | Alemanya      | Canadà         |               |               |
| 2007                                 | Copa d'Or 2006          |                   |                  | Suècia ¹         | Anglaterra      | Brasil        | Noruega        |               |               |
| 2011                                 | Copa d'Or 2010          | Itàlia            |                  | Corea Nord ¹     | Brasil          | França        | Japó           |               |               |
| 2015                                 | Campionat CONCACAF 2014 |                   | Nigèria ¹        | Colòmbia         | Xina            | Alemanya      | Japó           |               |               |
| CAMPIONAT DE LA CONCACAF / COPA D'OR |                         |                   |                  |                  |                 |               |                |               |               |
| Edició                               | Classificació           | Classificació     | Fase final       | Fase final       | Fase final      | Fase final    | Fase final     |               |               |
| Edició                               | Fase regular            | Play-offs         | Setzens de final | Vuitens de final | Quarts de final | Semifinals    | Final / Bronze |               |               |
| 1984                                 |                         |                   |                  |                  |                 |               |                |               |               |
| 1991                                 |                         |                   |                  |                  | Mèxic ¹         | Haiti         | Canadà         |               |               |
| 1993                                 |                         |                   |                  |                  |                 |               | Nova Zelanda ¹ |               |               |
| 1994                                 |                         |                   |                  |                  |                 |               | Canadà ¹       |               |               |
| 1998                                 |                         |                   |                  |                  |                 |               |                |               |               |
| 2000                                 |                         |                   |                  |                  | Costa Rica ¹    | Canadà        | Brasil         |               |               |
| 2002                                 |                         |                   |                  |                  | Panamà ¹        | Costa Rica    | Canadà         |               |               |
| 2006                                 |                         |                   |                  |                  |                 | Mèxic         | Canadà         |               |               |
| 2010                                 |                         |                   |                  |                  | Haiti ¹         | Mèxic         | Costa Rica     |               |               |
| 2014                                 |                         |                   |                  |                  | Haiti ¹         | Mèxic         | Costa Rica     |               |               |

## Palmarès
- Copa del Món Femenina de Futbol (4): 1991, 1999, 2015, 2019.
- Campionat Femení de la Concacaf (9): 1991, 1993, 1994, 2000, 2002, 2006, 2014, 2018, 2022.
- Jocs Olímpics:
  -  Medalla d'or (4): 1996, 2004, 2008, 2012.
  -  Medalla de plata (1): 2000.
  -  Medalla de bronze (1): 2020